# W krainie biedronek
W krainie biedronek (fr. Cococinel, 1992) – francusko–belgijski serial animowany

## Fabuła
Serial opowiada o biedronce imieniem Coco, która jest w posiadaniu magicznej koniczynki dającej szczęście.  Coco jest bohaterką – biedronką , która zdobywa magiczne moce po znalezieniu tajemniczej, magicznej czterolistnej koniczyny i używa ich, by chronić swój świat przed siłami zła. Łączy swoją misję z codziennym życiem wraz z grupą przyjaciół w Krainie Biedronki  (w oryginale Cocoland), która jest nazwą wioski, gdzie mieszka podczas swoich przygód. Uczy dzieci życia w zgodzie z naturą i pokazuje, że jej ochrona jest dziś absolutnym priorytetem.
Rano Skarabeusz , chrząszcz-bus, zawozi do szkoły wesołą grupę młodych, w skład której wchodzą między innymi: Ben-Oui  Ben-Non – zabawne bliźniaki, Cocoblue – nieuważny poeta,  Cocomauve – wieczny narzekacz oraz oczywiście Coco, magiczna bohaterka Krainie Biedronki , zawsze gotowa pomagać przyjaciołom w rozwiązywaniu problemów.
Wszystko byłoby dobrze, gdyby nie to, że Krainie Biedronki  jest regularnie zagrożona przez zazdrosnych i złośliwych drapieżników. Na szczęście Coco czuwa i dzięki mocom swojej magicznej koniczyny utrzymuje równowagę w małej społeczności.
W drugiej serii fabuła znacząco się rozwija, a ważna i lubiana postać staje się główną bohaterką, a wszystkie odcinki zaczynają się wokół niej kręcić. Jest nią Babi (w oryginale Babicinel), siostra Coco, razem mieszkają w Domu-Koniczynce. Babi także posiada magiczny amulet – magiczne serce. Podobnie jak siostra, ma misję ratowania świata, łącząc ją z codziennym życiem, ale ponieważ jest bardzo zakochana, łatwo się zakochuje, co sprawia, że chwile zwykłego życia są tak samo interesujące jak te pełne akcji. To znacznie zwiększa dramatyczne sytuacje; jednocześnie pojawiają się nowe postacie: biedronki i pszczoły, takie jak Levallois – zazdrosna i egoistyczna pszczoła, Bambee – niezdarna pszczoła, Burmistrz Trzmiel – surowy i zrzędliwy mężczyzna, Cocograss – plotkarz i drwiąca biedronka oraz Cocofleur – biedronka z traumami, które zostaną wyleczone dzięki pomocy Babi.
Magiczne amulety – magiczna koniczyna Coco i magiczne serce Babi – to artefakty/istoty z własnym życiem i wielką mocą. Są stworzone, by czynić dobro i nie mogą wpaść w ręce ciemności… ale niektórzy złoczyńcy będą chcieli je zdobyć, aby siać chaos.
Odcinki pierwszego sezonu trwają pięć minut, podczas gdy w drugim sezonie ich długość wzrasta do jedenaście minut. Specjalne odcinki trwają 21 minut.

## Bohaterowie
- Coco Biedronka
- Skarabeusz
- Babi Biedronka

## Spis odcinków
| N/o            | Polski tytuł      | Francuski tytuł                  |
| -------------- | ----------------- | -------------------------------- |
|                |                   |                                  |
| SERIA PIERWSZA |                   |                                  |
|                |                   |                                  |
| 01             |                   | Le trèfle magique                |
|                |                   |                                  |
| 02             |                   | Guet apens                       |
|                |                   |                                  |
| 03             |                   | Orage à Cocoland                 |
|                |                   |                                  |
| 04             | Kradzież w szkole | Hold up à l'école                |
|                |                   |                                  |
| 05             |                   | Le chemin interdit               |
|                |                   |                                  |
| 06             |                   | La grande ombre                  |
|                |                   |                                  |
| 07             |                   | Panique à l'étang                |
|                |                   |                                  |
| 08             |                   | Cococinel et les Décorticus      |
|                |                   |                                  |
| 09             |                   | Le départ d'Hirondella           |
|                |                   |                                  |
| 10             |                   | Quel crack ce criquet            |
|                |                   |                                  |
| 11             |                   | L'apprenti criquet               |
|                |                   |                                  |
| 12             |                   | L'incendie                       |
|                |                   |                                  |
| 13             |                   | Enquête à Cocoland               |
|                |                   |                                  |
| 14             |                   | Les boutons de rose              |
|                |                   |                                  |
| 15             | Piekielna maszyna | La machine infernale             |
|                |                   |                                  |
| 16             |                   | Le typographe                    |
|                |                   |                                  |
| 17             |                   | La vengeance                     |
|                |                   |                                  |
| 18             |                   | Au modiste sympa                 |
|                |                   |                                  |
| 19             |                   | Biotope en danger                |
|                |                   |                                  |
| 20             |                   | Une faim de grenouille           |
|                |                   |                                  |
| 21             |                   | Le champion de Cocoland          |
|                |                   |                                  |
| 22             |                   | Alerte à la mouche               |
|                |                   |                                  |
| 23             |                   | Bouquets garnis                  |
|                |                   |                                  |
| 24             |                   | Attention à la tentation         |
|                |                   |                                  |
| 25             |                   | La grande invasion               |
|                |                   |                                  |
| 26             |                   | Tempête sur Cocoland             |
|                |                   |                                  |
| 27             |                   | Tel est pris qui croyait prendre |
|                |                   |                                  |
| 28             |                   | Aventures en sous sol            |
|                |                   |                                  |
| 29             |                   | Pour quelques myrtilles de plus  |
|                |                   |                                  |
| 30             |                   | Crash                            |
|                |                   |                                  |
| 31             |                   | Dory le fort                     |
|                |                   |                                  |
| 32             |                   | Évasion ratée                    |
|                |                   |                                  |
| 33             |                   | La punition                      |
|                |                   |                                  |
| 34             |                   | Plein soleil                     |
|                |                   |                                  |
| 35             |                   | Le rayon de lune                 |
|                |                   |                                  |
| 36             |                   | La météo c'est fou               |
|                |                   |                                  |
| 37             |                   | Dame Cigale cherche sa voix      |
|                |                   |                                  |
| 38             |                   | Brise glace                      |
|                |                   |                                  |
| 39             |                   | Concours de chant                |
|                |                   |                                  |
| 40             |                   | Juste un baiser                  |
|                |                   |                                  |
| 41             |                   | Cocomedia Dell’arte              |
|                |                   |                                  |
| 42             |                   | Vague à l'âme et bulle de vie    |
|                |                   |                                  |
| 43             |                   | Tricher n'est pas jouer          |
|                |                   |                                  |
| 44             |                   | Vacances rêvées                  |
|                |                   |                                  |
| 45             |                   | Drôle de rentrée                 |
|                |                   |                                  |
| 46             |                   | Panique générale                 |
|                |                   |                                  |
| 47             |                   | La faim justifie les moyens      |
|                |                   |                                  |
| 48             |                   | Un service en vaut bien un autre |
|                |                   |                                  |
| 49             |                   | La grande sécheresse             |
|                |                   |                                  |
| 50             |                   | Il y a de l'eau dans l’air       |
|                |                   |                                  |
| 51             |                   | Une voix en or                   |
|                |                   |                                  |
| 52             |                   | Un trèfle fou fou fou            |
|                |                   |                                  |